# Falsomesosella gardneri
Falsomesosella gardneri es una especie de escarabajo longicornio del género Falsomesosella, tribu Mesosini, subfamilia Lamiinae. Fue descrita científicamente por Breuning en 1938.

## Descripción
Mide 6-11 milímetros de longitud.

## Distribución
Se distribuye por China, India, Nepal y Vietnam.